# 호세 마르티 국제공항
호세 마르티 국제공항(영어: José Martí International Airport)은 쿠바의 수도인 아바나에 있는 국제공항으로 쿠바 항공의 허브 공항으로 수도 아바나에서 남서쪽으로 약 18km 떨어진 곳에 위치한다.

## 개요
연간 수백만 명이 찾는 쿠바의 관문인 국제공항으로 2002년에 항공 화물을 처리하기 위해 화물 터미널을 세웠는데 스페인 회사와 50% 합작으로 세워졌다. 이 계기로 유럽과 아메리카 대륙과 물류비를 절감할 수 있으며 화물 저장능력은 600톤으로 공간이 2,000 미터로 냉장시설과 냉동시설을 갖추고 있다. 또한 이 공항은 4개의 터미널로 구성되어 있는데 그 중 2 터미널의 경우 미국 전세기 노선이 사용하고 있으며(1959년에 미국과 단절 이후 전세기 노선만 취항) 3 터미널은 1988년 캐나다의 원조로 지어진 현대식 건물로 국제선 노선이 사용하고 있다. 1 터미널과 5 터미널의 경우 쿠바에서 출발하는 국내선과 전세편으로 사용되고 있다.

## 운항 노선
| 항공사               | 목적지 | 터미널 |
| -------------------- | --- | ------ |
| 쿠바 항공            | 관타나모, 누에바제노라, 마드리드, 마나과, 만사니요, 멕시코시티, 모아, 몬트리올, 바라코아, 바야모, 보고타, 부에노스아이레스(에세이사), 빅토리아드라스투라스, 산타클라라, 산토도밍고, 산티아고데쿠바, 산호세, 센디고드아빌라, 카라카스, 카마궤이, 카요라르고델수르, 카요코코, 캉쿤, 토론토(피어슨), 파리(오를리), 홀게인 | 1      |
| 아에로가라비오티아   | 나소, 몬테네고 베이, 산티아고데쿠바, 카요라르고델수르, 카요산타마리아, 카요코코, 킹스턴, 홀게인 | 1, 3   |
| 아에로 캐리비안      | 마나과, 바라코아, 산티아고데쿠바, 산페드로술라, 카요코코, 홀게인 | 1, 5   |
| 중국국제항공         | 베이징(수도), 몬트리올 | 3      |
| TAAG 앙골라 항공     | 루안다 | 3      |
| 버진 애틀랜틱 항공   | 런던(개트윅) | 3      |
| 에어프랑스           | 파리(샤를 드 골) | 3      |
| 에어 카라이브        | 파리(오를리), 푸앵타피트르 | 3      |
| 유로윙스             | 쾰른(본) | 3      |
| 콘도르               | 뮌헨, 프랑크푸르트 | 3      |
| KLM                  | 암스테르담 | 3      |
| 에델바이스 에어      | 취리히 | 3      |
| 오스트리아 항공      | 계졀편: 빈 | 3      |
| 이베리아 항공        | 마드리드 | 3      |
| 에어 유로파          | 마드리드 | 3      |
| 이벨롭 항공          | 마드리드 | 3      |
| 알리탈리아 항공      | 로마(레오나르도 다 빈치) | 3      |
| 니오스 항공          | 밀라노(말펜사) | 3      |
| 메디니아 플라이      | 밀라노(말펜사) | 3      |
| 블루 파노라마 항공   | 로마(레오나르도 다 빈치), 밀라노(말펜사) | 3      |
| 아에로플로트         | 모스크바(세례메티예보) | 3      |
| 핀에어               | 전세편: 헬싱키 | 3      |
| 아메리칸 항공        | 샬럿, 마이애미 전세편: 뉴욕(JFK), 로스앤젤레스, 마이애미, 탬파 | 2      |
| 아메리칸 이글 항공   | 전세편: 마이애미 | 2      |
| 델타 항공            | 뉴욕(JFK), 마이애미, 애틀랜타 | 2      |
| 유나이티드 항공      | 뉴어크, 휴스턴 | 2      |
| 이스턴 항공          | 마이애미, 탬파 | 2      |
| 선 컨트리 항공       | 전세편: 뉴욕(JFK), 마이애미 | 2      |
| 스피리트 항공        | 포트로더레일 | 2      |
| 제트블루 항공        | 전세편: 뉴욕(JFK), 탬파, 포트로더데일 | 2      |
| 초이스 항공          | 전세편: 마이애미, 볼티모어, 산후안, 올랜도, 탬파, 포트마이어스 | 2      |
| 프론티어 항공        | 마이애미 | 2      |
| 에어캐나다 루즈      | 토론토(피어슨) | 3      |
| 에어트랜젯           | 계절편: 몬트리올 | 3      |
| 아에로멕시코         | 멕시코시티, 캉쿤 | 3      |
| 인터제트             | 멕시코시티, 캉쿤, 메리다, 몬테레이 | 3      |
| 코파 항공            | 파나마 시티 | 3      |
| 콘비아사 항공        | 카라카스 | 3      |
| TACA 항공            | 산살바도르 | 3      |
| TAME 항공            | 키토 | 3      |
| 아비앙카 항공        | 보고타 | 3      |
| 코파 항공 콜롬비아   | 보고타 | 3      |
| LATAM 페루           | 리마 | 3      |
| 아비앙카 페루        | 리마 | 3      |
| PAWA 도미니카나 항공 | 산토도밍고 | 3      |
| 바하마 항공          | 나소 | 3      |
| 인셀에어 아루바      | 아루바 | 3      |
| 케이먼 항공          | 그랜드케이먼 | 3      |
| 인셀에어             | 퀴라소 | 3      |
| 인터 캐리비안 항공   | 프로비던셜스 | 3      |

### 화물 노선
| 항공사         | 목적지         |
| -------------- | -------------- |
| 쿠바 항공 카고 | 토론토(피어슨) |
| 스카이킹 항공  | 마이애미       |